# Sabine Wils
Sabine Wils (ur. 31 maja 1959 w Akwizgranie, zm. 18 czerwca 2023) – niemiecka polityk, działaczka komunistyczna, deputowana do Parlamentu Europejskiego VII kadencji.

## Życiorys
W młodości pracowała jako akuszerka w Hamburgu. W 1988 ukończyła studia z dziedziny chemii na Uniwersytecie Hamburskim, po czym była zatrudniona w urzędzie ds. ochrony środowiska miasta Hamburga, a od 2004 urzędzie rozwoju miasta i ochrony środowiska.
W 1979 przystąpiła do związku zawodowego ÖTV (Gewerkschaft Öffentliche Dienste, Transport und Verkehr), przekształconym później w ver.di). Od 1980 do 1989 należała do Niemieckiej Partii Komunistycznej. W 1997 dołączyła do PDS, a w 2007 została członkinią Die Linke.
W 2009 uzyskała mandat eurodeputowanej z drugiego miejsca listy Die Linke. W Parlamencie Europejskim przystąpiła do Komisji ds. Ochrony Środowiska, Zdrowia Publicznego i Bezpieczeństwa Żywności oraz do frakcji Zjednoczonej Lewicy Europejskiej i Nordyckiej Zielonej Lewicy. W PE zasiadała do 2014.